# Případ Rautavaarová
Případ Rautavaarová (anglicky Rautavaara's Case) je vědeckofantastická povídka amerického spisovatele Philipa K. Dicka, která vyšla poprvé v říjnu 1980 v časopise Omni. V roce 1981 byla nominována na cenu Locus v kategorii nejlepší povídka (za rok 1980) a skončila na 14. místě, vítězem se stala povídka Jeskyně tančících jelenů (anglicky Grotto of the Dancing Deer) Clifforda D. Simaka.
Příběh se odehrává v Galaxii, kde existují různé civilizace – rasy. Je vyprávěn z pohledu člena inteligentní plazmatické formy života (lidmi–pozemšťany nazývanou poněkud hanlivě Aproximace, neboť pochází z hvězdného systému Proxima Centauri), která je nucena poskytnout pomoc kosmickému průzkumnému člunu lidí. Odlišná podstata fyzického bytí je příčinou nepochopení a vzájemných antipatií.

## Postavy
- Agneta Rautavaarová – mladá (věk 300 let) finská technička z tříčlenné posádky kosmického průzkumného člunu EX 208
- Walter Travis – člen posádky kosmického průzkumného člunu EX 208, není věřící
- Elms – člen posádky kosmického průzkumného člunu EX 208, křesťan

## Děj
Tříčlenná posádka průzkumného kosmického člunu EX 208 ze Země ve složení Rautavaarová, Travis, Elms zahyne při srážce s letícími úlomky čediče. Plazmatická civilizace přezdívaná Aproximace vyšle na místo nehody robota, kterému se podaří obnovit funkce mozku Rautavaarové. Její tělo bylo zpracováno na živiny pro zachráněný mozek. Zároveň byla do mozku mladé techničky zavedena sonda zachycující její myšlenkové pochody. Poté byly o nehodě informovány pozemské úřady. Ty okamžitě vyjadřují pohoršení nad skutečností, že byl zachráněn pouze mozek bez těla, nicméně souhlasí s monitorováním myšlenek v rámci vyšetřování nehody. Vyšetřovací komise složená ze zástupců Pozemšťanů i Aproximace se sejde v neutrální oblasti mezi systémem Proxima Centauri a Sluneční soustavou.
Mozek Rautavaarové bez smyslových podnětů reaguje projekcí něčeho, co se jeví jako posmrtný život. Vidí v kabině lodi Ježíše Krista, který jí a jejím dvěma kolegům nabízí spasení. Členům Aproximace se tato teologická představa zdá primitivní a navrhnou experiment, při němž bude do jejího mozku aplikováno setkání s jejich představou Boha. V ní se Spasitel promění v kanibala, který pozře Travise, neboť v teologickém pojetí Aproximace využívá bůh své služebníky absolutně, jako jakýsi opak eucharistie.
Elms tasí laserovou zbraň a vypálí na podivného Krista. Ten umírajíce, začne se měnit v neidentifikovatelné cosi. Jeho poslední slova zní: „Eli, Eli, lema sabachtani?“ („Bože, Bože, proč jsi mne opustil?“)
Po tomto výjevu je mozek Rautavaarové odpojen. Odlišnosti obou civilizací, lidské i Aproximace, jsou příliš velké k nalezení vzájemného porozumění. Tato událost navíc vedla k ještě většímu odcizení a zákazu pro Aproximaci uskutečňovat záchranné mise.

## Česká vydání
Česky vyšla povídka v následujících sbírkách nebo antologiích:
- Paralelní světy 4 (SFK SLAN Slaný 1990, antologie americké science fiction, vybral a sestavil Ladislav Peška, překlad Hana Březáková)
- Paralelní světy 92 (SLAN Slaný 1992, antologie science fiction, vybral a sestavil Ladislav Peška, překlad Hana Březáková, 1. vydání, ISBN 80-901066-2-5)